# Joe Brown (piłkarz)
Joseph "Joe" Brown (ur. 26 kwietnia 1929 w Cramlington, zm. 30 października 2014), były angielski piłkarz i trener.

## Kariera

### Gracz
Brown rozpoczął swą piłkarską karierę w Middlesbrough, do którego to przeszedł z juniorów. Do Burnley przeszedł w sierpniu 1952, lecz wystąpił w nim tylko 6 razy z powodu poważnego urazu kręgosłupa. W czerwcu 1954 został kupiony przez Bournemouth, gdzie grał przez następne 6 lat. Wystąpił w 215 meczach strzelając  5 goli. Jego ostatnim klubem był Aldershot, do którego przeszedł w lipcu 1960.

### Menadżer
W 1961 Brown powrócił do Burnley jako członek ekipy trenerskiej, przyczyniając się do zdobycia przez swoją drużynę FA Youth Cup w 1968 roku. W 1976 został głównym trenerem zespołu. W 1977 po sprzeczce z zarządem drużyny przeszedł do Manchester United i zaczął trenować kadrę młodzieżową. W końcu przeszedł na emeryturę i osiadł w Burnley.